# 羅思公園 (印地安納州)
羅思公園（英語：Roth Park）是位於美國印地安納州卡洛爾縣的一個非建制地區。該地的面積和人口皆未知。

## 地理
羅思公園的座標為40°41′11″N 86°44′57″W / 40.68639°N 86.74917°W，而該地的平均海拔高度為204米（即669英尺）。